# Логовське
Ло́говське (рос. Логовское) — село у складі Первомайського району Алтайського краю, Росія. Адміністративний центр Логовської сільської ради.

## Населення
Населення — 1426 осіб (2010; 1419 у 2002).
Національний склад (станом на 2002 рік):
- росіяни — 96 %